# Vassilissa Mikoulichna

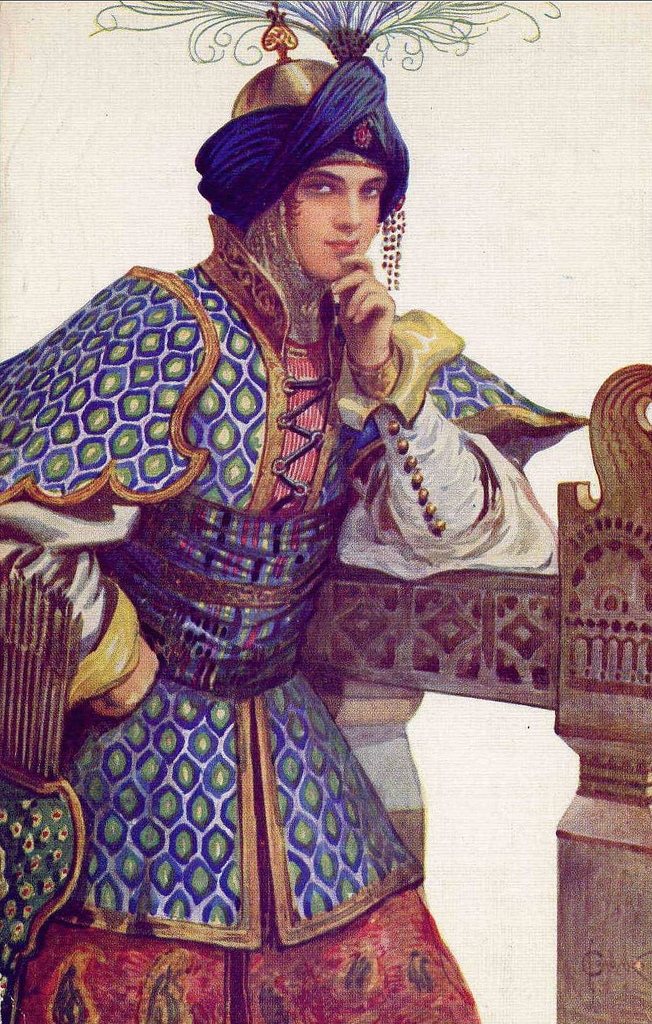
Vassilissa Mikoulichna, épouse de Stavr Godinovitch. Dessin de Sergueï Solomko de 1917.

Vassilissa Mikoulichna est une polenitsa, c'est-à-dire une épouse de bogatyr. Elle est la fille aînée de Mikoula Selianinovitch, et l'épouse de Stavre Godinovitch dans les bylines « De la belle Vassilissa Mikoulichna » et « Stavre Godinovitch ».

## Personnage de byline
Vassilissa Mikoulichna a toutes les qualités d'un bogatyr, et fait également preuve d'intelligence, de courage et d'humilité.

### Prélude
Elle interdit à son mari de se vanter d'elle. Mais Stavre Godinovitch oublie ses recommandations lors d'une fête donnée à la cour du prince Vladimir de Kiev : alors que les autres bogatyrs commencent à se vanter, il reste dans un premier temps silencieux, puis, interrogé par Vladimir, il déclare qu'il a lieu de se vanter de son épouse, qui pourrait défaire n'importe quel bogatyr et même duper le prince lui-même. Après cet outrage, Stavr est jeté aux oubliettes.

### Sa venue à la cour de Kiev
Vladimir ordonne que Vassilissa soit amenée à la cour. Mise au courant des évènements, cette dernière coupe ses cheveux, se déguise en homme et va se présenter au palais du prince en tant qu'ambassadeur tatar sous le nom de Vassiliy ; elle y exige un tribut au nom de la Horde d'Or et demande en mariage la princesse Zabava Poutiatitchna, fille de Vladimir. Celle-ci se doute cependant que Vassilissa est une femme, et en avise son père. Le prince décide alors de soumettre Vassilissa à des tests pour tenter de vérifier si elle est un homme. Vassilissa déjoue chacun des tests.

### Les épreuves
Les épreuves auxquelles Vassilissa est soumise varient en fonction des bylines. Elles se déclinent comme suit :
- épreuve du bain : Vladimir l'invite au bain. La jeune femme prend un bain rapide, et se rhabille avant que le prince ne la rejoigne[2] ;
- épreuve du lit : on donne à Vassilissa un lit moelleux, qui devrait garder l'empreinte de son corps après une nuit de sommeil. Vassilissa dort la tête aux pieds du lit, et déjoue ainsi l'épreuve[2] ;
- épreuve de lutte : Vassilissa défait les lutteurs qu'on lui demande d'affronter[2],[3] ;
- épreuve de tir à l'arc : Vassilissa se révèle meilleure que tous ses concurrents[3] ;
- épreuve des échecs : Vassilissa bat Vladimir en trois coups[3].

### La noce et la fuite
Les diverses épreuves ayant convaincu le prince de sa valeur (ou selon les versions, ayant mis ce dernier au pied du mur), les noces de Vassilissa et de Zabava sont célébrées. Vassilissa s'étonne que le fameux musicien Stavre Godinovitch ne soit pas là, et Vladimir, désireux de ne pas courroucer son hôte, fait sortir l'infortuné de son cachot. Vassilissa le prend alors avec elle et fausse compagnie à la cour. Elle ne se fait reconnaitre de son mari qu'une fois loin de Kiev, et tous deux chevauchent vers Tchernihiv (ou en Lituanie selon les versions).

## Analyse
Vassilissa Mikoulichna pourrait être le même personnage que la Vassilissa de Vassilissa-la-très-belle.
Les bylines mélangent régulièrement des faits historiques et mythiques, et présentent souvent des contradictions chronologiques. C'est le cas pour celles concernant Vassilissa, puisqu'elle serait née une centaine d'années après les faits relatés par les bylines, son mari Stavre Godinovitch apparaissant dans les chroniques de Novgorod à l'année 1118.

### Place de Vassilissa comparée aux autres femmes des bylines
Dans les bylines, la femme a souvent un rôle secondaire, constituant l'objet d'une quête ou d'une demande en mariage. Un rôle particulier peut être attribué aux femmes en tant que mères de bogatyrs, en tant que polenitsa (femme de bogatyr) ou en tant qu'enchanteresses, sorcières piégeant les bogatyrs. Vassilissa tranche d'avec les autres femmes des bylines pour plusieurs raisons :
- elle bat systématiquement tous les hommes dans l'histoire, y compris son mari, que ce soit physiquement ou intellectuellement. Ce fait très inhabituel ne serait toléré que parce qu'elle accomplit toutes ses actions pour le bénéfice d'un homme ;
- elle est réellement l'héroïne de la byline, même quand l'intitulé est « Stavre Godinovitch » ;
- elle se déguise en homme (il existe cependant des versions où elle garde son apparence féminine).

Elle rejoint sa sœur Nastasia, épouse de Dobrynia, ainsi que l'épouse de Dounaï (ru), également appelée Nastasia, dans le fait qu'une fois ses actes héroïques accomplis, elle retourne à son rôle de femme.

## Dessin animé
Soyuzmultfilm Studio a produit en 1975 un film d'animation éponyme (ru) sur la base de la byline, sous la direction de Roman Davydov.